# Ginesta
|  | Aquest article tracta sobre la ginesta vera o argelagó. Vegeu-ne altres significats a «Ginesta (desambiguació)». |

La ginesta, ginesta vera, herba de ballester (Spartium junceum), és una planta amb flor de la família de les Fabaceae. És l'única espécie del gènere Spartium, de la tribu Genisteae de la família de les fabàcies. La paraula deriva del llatí genista amb la mateixa significació.

## Descripció

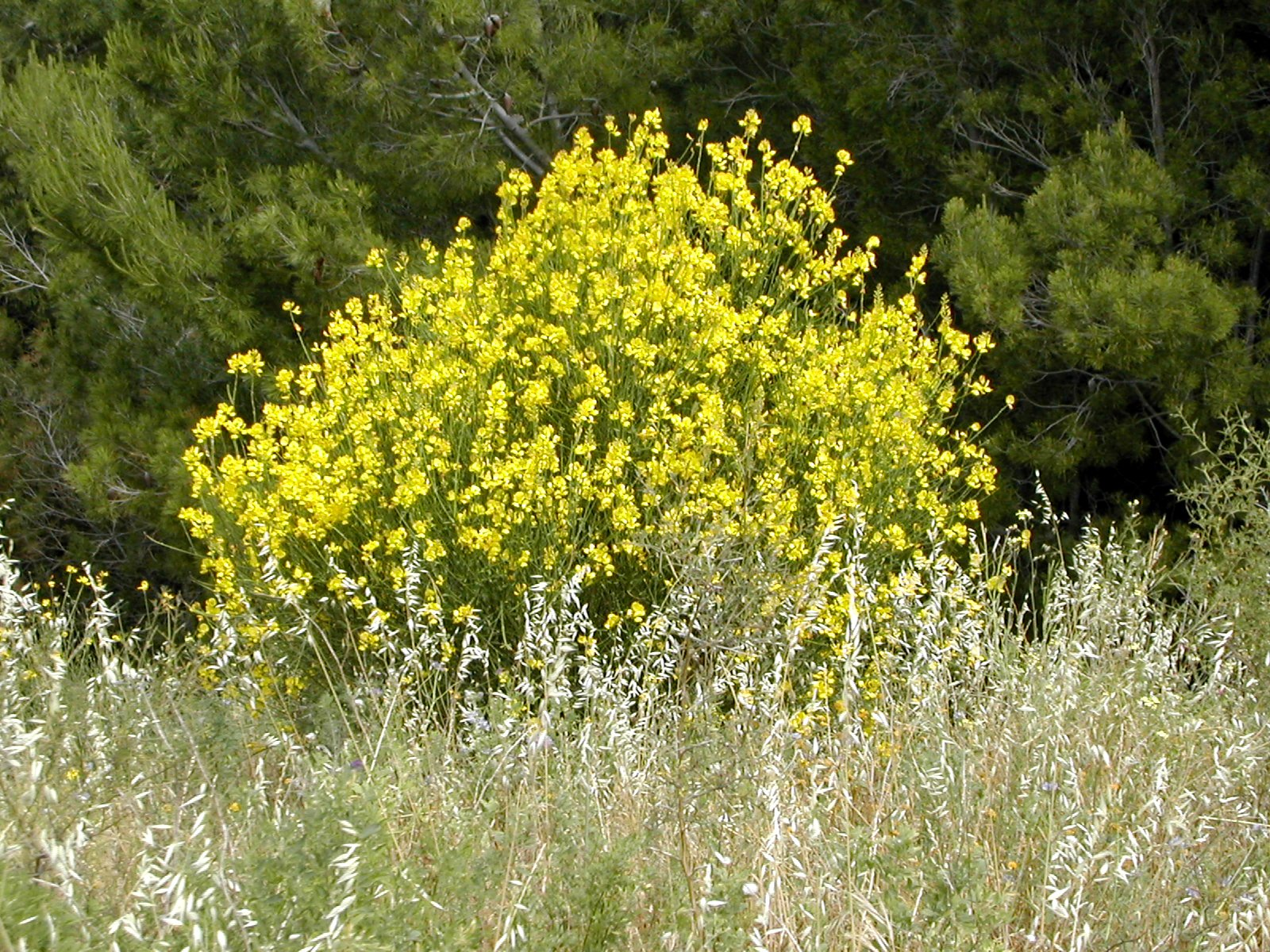
Mata de ginesta florida.

És un arbust alt i recte, amb les tiges verdes i molt poques fulles (subafil·le). Té un port d'1 a 3 metres d'alçada amb les tiges cilíndriques i verdes perquè tenen funció clorofíl·lica.
Les fulles, petites i escasses, es marceixen molt aviat. Són linears d'1,5 a 2 cm de llargada.
La ginesta floreix de maig a juliol però en certs llocs es troben plantes florides ja al gener i el desembre, escampant una olor molt característica. Les flors són grogues, papilionades, grosses (de 2 a 2,5 cm), molt oloroses i disposades en raïms. Es reprodueix per llavors.

## Localització
Es localitza a prats secs, brolles i màquies poc desenvolupades, en clima mediterrani. Apareix com a espontània al mediterrani occidental, des del nord d'Àfrica, la península Ibèrica, parts del sud de França, Itàlia fins a Sicília i Dalmàcia. A les Balears és adventícia i subespontània a Mallorca i Menorca. Sovint és plantada com a ornamental en altres llocs, però ha esdevingut invasiva fora de la seva àrea original, en zones de clima mediterrani com ara Califòrnia, Xile central o Sud-àfrica.

## Característiques
Té flors entomògames hermafrodites que floreixen en forma de raïms simples a la primavera i estiu. Produeix grans en forma de llegum de 6-8 cm × 0,6-0,8 cm comprimit glabre i negrós quan està madur, dehiscent amb vuit a deu llavors. És una espècie molt heliòfila.
És una planta molt tòxica, per l'alt contingut en citisina en totes les parts superiors però sobretot en les llavors, a més conté anagirina i a les flors esparteïna. Antigament s'utilitzava una infusió de les fulles o llavors com a vomitiu o laxatiu.

## Simbologia
Hom considera que la ginesta és la flor nacional de Catalunya atès el seu lligam amb el Corpus de Sang, el primer aixecament del poble català contra l'opressió de la monarquia espanyola.

## Altres plantes amb el mateix nom
Les plantes Ephedra distachya, Retama sphaerocarpa, Osyris alba, Cytisus fontanesii, i moltes altres dels gèneres Chamaecytisus, Cytisus i Genista també es coneixen amb el nom de ginesta.